# Gepus gibbosus
Gepus gibbosus is een insect uit de familie van de mierenleeuwen (Myrmeleontidae), die tot de orde netvleugeligen (Neuroptera) behoort. 
Gepus gibbosus is voor het eerst wetenschappelijk beschreven door Hölzel in 1968.